# ФК Карађорђе Рибница
ФК Карађорђе је фудбалски клуб из Рибнице, Србија, и тренутно се такмичи у Шумадијско-рашкој зони, четвртом такмичарском нивоу српског фудбала. Клуб је основан 1926. године.
Поуздано се зна да се фудбал у Рибници играо двадесетих година прошлог века, а ФК“КАРАЂОРЂЕ“ од настанка 1926. године, са ратним прекидом, па до данашњих дана, „Карађође“ је опстао. 
Генерације фудбалера, чланова управе смењивале су се једна за другом, а клуб се, са мање или више успеха такмичио са својим ривалима тежећи ка вишем рангу, ширећи витешки дух спортског надметања, солидарност, другарство и пријатељство.
Током такмичарских периода, било је успеха и падова, било је одличних игара и победа, а и лоших утакмица. И тако више од осам деценија уписује се једна јубиларна прича о клубу за историју, за трајање. Име клуба дато је из поштовања и захвалности према врховном вожду Карађорђу, а за датум оснивања бележи се 2. фебруар на дан Сретења господњег и тај дан клуб је узео за своју славу, јер многи преци Рибничана, из рода Буњака, са Буњачког брда, рода Тодоровића из Јовца били су устаници у Првом и Другом устанку.
О датуму оснивања говоре сведочења Душана Ђуровића из Ратине, Милутина Милановића – Диде из Змајевца, Стојана Гајовића из Ратине, Драгослава Ђековића из Змајевца, Дража Чурлић и његов син Драгош из Ратине и многи други. У то време били су ретки клубови са којима је Карађорђе играо утакмице, Жича и Ибар из Краљева, Морава из Мрсаћа, Морава из Сирче, Младост из Опланића.
- Наслов1
- Наслов2
- Наслов3

Оснивачи и први донатори Карађорђа били су Лазаревић Душан и супруга му Ружа, власници кафане у Доњој Рибници који су досељени у Кованлук. У њиховој кафани биле су прве просторије клуба док се нису преселили у рибничку школу „Антоније Пљакић“ (сада Вук Караџић) док директор школе Љубивоје Новаковић и његова супруга, учитељица Фанија, нису истерали клуб а ново уточиште је пронађено код Драгослава Дугалића и Гвоздена Буњака на Буњачком брду у близини фудбалског игралишта..
Први председник фудбалске секције и клуба био је Бранко Рајичић, а његов заменик Јово Николајевић, а прва утакмица је одиграна на Буњачком брду у пролеће 1926. године, између два тима Карађорђа, првотимаца од старијих генерација и подмлатка, а победили су првотимци са 3:1. Прву званичну утакмицу Крађорђе је одиграо са Моравом из Краљева, на свом игралишту на Буњачком брду.
После краће паузе настале забраном рада клуба, поново се активира 1931. године и за председника је изабран Радомир Радосављевић из Краљева, а тренери су били Миодраг Поповић из Ковача, Радомир Лукић и Милан Певчевић из Рибнице.
Клуб се 1933. године издваја из Културно просветног друштва, изабрана је нова управа, и за председника је изабран Радомир – Ратко Кочовић, за секретара Јосип Ђубањук – Моцо, а тренери су били Милорад Поповић – Попац, Велизар Дугалић – Сингер. Те, 1933. године клуб се такмичи у Крагујевачком лоптачком подсавезу са клубовима из Крагујевца, Чачка, Ћуприје, Параћина, Јагодине и Ужица. Поред Карађорђа из Краљева се још такмиче Ибар, Раднички и Морава. И све тако до 1941. године, када клуб прекида своју активност до 1945. године и већ у првим данима слободе после завршетка Другог светског рата који је свима однео по пет година живота, а многима и читав живот.
Први послератни председник и обновитељ клуба био је Милован В. Савић – Кено из Доње Рибнице а тренер Јосиф Ђубањук – Моцо, Младен Сколовић – Меле и Велизар Дугалић – Сингер, а први капитени екипе Младен П. Соколовић – Меле, Марко М. Савић – Кеља, Никола М. Савић – Врљо, Кузман Дукић – Зуњо, сви из Доње Рибнице.
После рата прве утакмице одигране су половином 1945. године против тима краљевачког Гарнизона када је Карађорђе победио са 3:2, Слободом из Краљева која је завршена нерешено 1:1. Из тог послератног периода изникли су многи играчи који су касније играли за друге клубове: Младен Соколовић – Меле, Никола Савић, Мирослав Лучић, Милорад Трифуновић – Тришо, Станко Ивановић, Миљојко Лучић... На утакмице се ишло шпедитером кога је возио Добросав Стојановић – Дочо а неретко и камионом.
Неколоко фамилија из засеока Јовац, у Горњој Рибници, Шалинићи, Павловићи, Милашиновићи, Сретовићи, Бековци и други, оснивају посебан ногометни клуб, а игралиште се налазило на ливади Петра и Томислава – Тома Шалинића, а због недовољног броја играча, у помоћ су долазили играчи Карађорђа. 
Године 1953, почиње Прво среско првенство у коме учествује Рибница, Ратина, Витановац, Врдила, Дракчићи, Врба, Адрани, Опланићи, Сирча, Конарево, Чибуковац, Грдица, Грачац, Драгосињци, Самаила..
Марта 1955. године, ФК“РИБНИЦА“ званично се поново пријављује за такмичење под својим традиционалним именом „Карађорђе“ и клуб се налази у првој половини табеле фудбалског првенства среза.
Долази нови период са играчима: Браћом Вукадиновић, Милинко и Грујица, Марко Савић, Мирослав - Миро Лучић, Борисав – Боро Мандић, Милутин – Миле Крстић, Никола Савић – Врљо, Александар Дукић – Ацо, Милорад Пауновић - Маџор...
А од 1963 – 1967. године, поново застој и Карађорђе због финансијске ситуације престаје да се такмичи, и незадовољни играчи поново оснивају ФК“Рибница“ у Јовцу. Тренирало се по пропланцима поред реке Рибнице и на неким јовачким ливадама.
Један од старијих Играча Карађорђа, Милорад Пауновић – Маџор, 1965. године формирао је ФК“ИБАР“ од играча из Рибнице, па пошто је Војска била заузела игралиште на Буњачком брду, своје утакмице су играли у Жичи, а екипа се такмичила у другој лиги Међуопштинског фудбалског савеза Краљево, а касније и у Првој лиги. Већ 1973. године, на захтев великог броја бивших играча, одржава се Скупштина клуба и клуб наставља са такмичењеем под старим именом „Карађорђе“ а за председника је изабран Радисав Трнавац – Дујсо и нови управни одбор.
Такмичарске 1974/75. године, клуб постиже завидан успех и такмичи се у Западно моравској лиги и у тој лиги остаје неколико година. Познате су утакмице на Блатуши у такмичењу Западно моравске лиге.
Почетком осамдесетих клуб се такмичи у другој лиги МФС, 1983. прелази у Прву лигу МФС, а 1991. године поново се враћа у Општинску лигу једну такмичарску годину, враћа се у старо друштво МФЛ, да би 2001. године, после 70 година клуб ушао у Шумадијску зону.
Заслугу за препород имају нове снаге: Предраг Матић – Маре, Љубиша Јовановић – Кава, Драгиша – Гиле Јовановић, Антоније Перуничић – Тончи, Мирољуб Тлачинац – Тлачо, Мићко Миловановић, Благоје Стаменковић, Мирослав Милошевић – Мито, Милан Пршић – Прле, Драгољуб Јаблановић – Јабло, Жика Петровић, Николић Живко - Гуго, Радисав Трнавац – Дуис, Мемедовић Милош, Мемедовић Предраг – Буђо, Драган Биочанин, Др. Исидор Лазовић – Исо, Илић Верољуб, Војиновић Владан – Беља, Ракоњац Зоран, Пантелић Миле, Буњак Владан, и многи други. У сваком случају, заслугу имају и генерације играча овог клуба.
Данас, 2009/10 године, клуб се такмичи у Окружној лиги Фудбалског савеза Рашког округа са изванредном инфраструктуром коју нема ни један клуб овог степена такмичења, са игралиштем и пратећим објектима које спада у ред бољих на ширем подручју Рашког округа.
На крају поменимо имена председника клуба од оснивања до данас: Лазаревић Драгош из Доње Рибнице, Николајевић Звездан – Зеко из Доње Рибнице, Дугалић Момчило – Момо из Рибнице, Савић В. Милован – Кено из Доње Рибнице, Јосип Ђубањук из Доње Рибнице, Настић Димитрије – Мито из Доње Рибнице, Вукићевић Драгаш – Кепо, Вукадиновић Милинко из Доње Рибнице, Трнавац Радосав - Дуис из Доње Рибнице, Миловановић Миодраг – Мићко из Доње Рибнице, Пауновић Милорад – Маџор, из Горње Рибнице, Мемедовић Милош, из Доње Рибнице, Стаменковић Благоје из Горње Рибнице, Усиљанин Јован из Горње Рибнице, Милошевић Мирослав из Рибнице, Беочанин Драган из Рибнице, Стоиљковић Јовица из Рибнице и Матић Предраг из Рибнице.
Свакако, у задњих неколико деценија рад у клубу је обележио адвокат Предраг Матић – Маре, човек интелектуалац који је дуги период аматерским радом дао лични печат многим активностима у клубу, побољшању инфраструктури, као и раду у многим органима фудбалског савеза општине Краљево, Фудбалског савеза Рашког округа, Фудбалског савеза региона Западна Србија и Фудбалског савеза Србије. Оставио је Предраг Матић великог трага у раду органа и оне бивше велике државе Југославије. Једноставно, Маре је свуда препознатљив.